# Heini Adams
Pas d'image ? Cliquez ici

a Compétitions nationales et continentales officielles uniquement.

b Matchs officiels uniquement.
Dernière mise à jour le 1er juillet 2019.
Heinrich Jaco Adams dit Heini Adams, né le 29 mai 1980 à Worcester (Afrique du Sud), est un joueur de rugby à XV sud-africain qui évolue au sein de l’effectif de l’Union Bordeaux Bègles dans le Top 14 au poste de demi de mêlée.

## Biographie

### Joueur
Heini Adams commence sa carrière pour la province du Boland, avant de faire ses armes chez les SWD Eagles pendant deux saisons. C’est là qu’il est repéré par les Blue Bulls de Pretoria, équipe de la Currie Cup où il arrive en 2005. Il y reste pendant six saisons, tout comme aux Bulls, franchise du Super 14.
En juin 2007, il remporte la Coupe des nations avec les Emerging Springboks, réserve de l'équipe nationale sud-africaine.
Petit gabarit vif, Adams joue surtout comme remplaçant dans l’ombre de Fourie du Preez, titulaire indiscutable tant chez les Bulls qu’en équipe d'Afrique du Sud. En six saisons, Adams ne dispute que 35 matches de Super et est sélectionné en équipe nationale, mais il est quand même considéré comme le 805e Springbok en raison des deux rencontres qu’il a disputées lors d’une tournée en Europe en 2009.
L'été 2010, il rejoint le club girondin de Union Bordeaux Bègles en Championnat de France de rugby à XV de 2e division où il est rejoint par des recrues du Super Rugby ou autres championnats européens comme Ole Avei, Daniel Leo et Blair Connor, etc. L'année  2010-2011, il gagne la finale d'ascension en Top 14 après une saison où le club termine en 5e position de la phase régulière. De 2011 à 2014, il est très utilisé par les entraîneurs cumulant 65 matchs de championnat dont 61 en tant que titulaire.
En novembre 2012, il est sélectionné dans l'équipe des Barbarians français pour affronter le Japon au Stade Océane du Havre. Les Baa-Baas l'emportent 65 à 41. En novembre 2013, il est de nouveau sélectionné avec les Barbarians pour affronter les Samoa au Stade Marcel-Michelin de Clermont-Ferrand. Les Baa-Baas l'emportent 20 à 19.
En 2014-2015, il joue moins car le club a recruté des nouveaux demis de mêlée, Yann Lesgourgues et Gilen Queheille à l'intersaison ; il joue tout de même plusieurs matchs de championnat et de Challenge européen.
En juin 2015, il est participe à la tournée des Barbarians français en Argentine pour affronter les Pumas. Il est désigné capitaine lors du premier des deux matchs,. Les Baa-Baas l'emportent 22 à 28 à Rosario puis s'inclinent 21 à 9 à La Plata.
En 2015-2016, il joue peu car son poste est occupé par les jeunes Baptiste Serin et Yann Lesgourgues.
Au début de l'année 2016, le club de Pro D2, Provence rugby, le contacte et lui propose un contrat de deux années supplémentaires, mais il préfère rester à l'Union Bordeaux Bègles. Il vient aider les jeunes au pôle France de Talence. Heini Adams est le créateur de la Fondation Heini Adams. Il est très croyant et a écrit des textes de la bible dans les vestiaires pour les lire avant le match. Le 23 mai 2016, n'ayant pas été épargné par les blessures depuis de nombreux mois, il annonce qu'il arrête sa carrière à la fin de la saison 2015-2016. Il joue son dernier match avec Union Bordeaux Bègles contre Brive avec son coéquipier Matthew Clarkin.

### Entraîneur
En 2016, il entre dans le staff technique de l'Union Bordeaux Bègles, chargé de l'entraînement des skills (technique individuelle). Il entre également comme manager sportif dans le club de 1ère série du Racing Club Cubzaguais.
En novembre 2016, il assiste les entraîneurs Raphaël Ibanez et Xavier Garbajosa sur le banc des Barbarians français pour un match face à l’Australie le 24 novembre au Stade Chaban-Delmas de Bordeaux. En juin 2017, il assiste de nouveau les entraîneurs des Baa-Baas, qui sont cette fois Jacques Delmas et Pierre Mignoni, pour la tournée en Afrique du Sud.
En novembre 2018, il quitte l'Union Bordeaux Bègles et le Racing Club Cubzaguais pour devenir entraîneur des arrières du Biarritz olympique. Il travaille auprès de son ancien coéquipier à Bordeaux Matthew Clarkin. Non reconduit pour la saison 2019-2020, il retourne à l'UBB en tant qu'entraîneur des skills, poste qu'il occupe toujours actuellement.
De 2020 à 2023, il a été le directeur sportif du Rugby Club Villenavais, club de rugby de Villenave d'Ornon.

#### Bilan en tant qu'entraîneur
| Saison      | Club               | Division | Poste    | Classement | Coupe d'Europe | Challenge européen |
| ----------- | ------------------ | -------- | -------- | ---------- | -------------- | ------------------ |
| 2018 - 2019 | Biarritz olympique | Pro D2   | Arrières | 7e         | -              | -                  |

## Palmarès
- Vainqueur du Super 14 en 2007, 2009 et 2010 avec les Bulls
- vainqueur de la finale ascension de pro d2 avec Union Bordeaux Bègles